# DeLange (Nederlands componist)
DeLange, artiestennaam van Frank de Lange (Rotterdam, 1972), is een Nederlandse pianist en componist van overwegend piano-solostukken in neoklassieke of impressionistische stijl. DeLange heeft de waarnemingsvorm chromesthesie, een vorm van synesthesie. Hierdoor ervaart hij geluid, en dus ook muziek, in kleuren en vormen; een aandoening die een belangrijke rol speelt tijdens het componeren van zijn muziek.

## Levensloop
DeLange komt als kind al jong in aanraking met klassieke muziek en groeit op in een gezin waarin de composities van Frédéric Chopin, Claude Debussy en Erik Satie een belangrijke rol spelen. Op negenjarige leeftijd start DeLange zelf met het bespelen van piano, nadat de viool hem naar eigen zeggen niet voldoende mogelijkheden om te experimenteren gaf. 
Na een VWO opleiding aan CSG De Lage Waard in Papendrecht deed hij in 1991-92 een propedeuse musicologie aan de Universiteit Utrecht.
Uiteindelijk studeert DeLange onder het toeziend oog van Bert van den Brink in 1997 af aan het Utrechts Conservatorium.
Na zijn afstuderen was DeLange onder een andere naam voor een lange tijd actief in de muziekindustrie waar hij met diverse artiesten en voor diverse opdrachtgevers muziek schreef. Daarbij schreef hij meerdere composities voor media.
Vanaf 2006 maakte hij deel uit van Tiny Little Bigband. In 2015/16 werkte hij enige tijd bij Studio IVO, samen met Ivo Samplonius.
Vanaf 2012 is hij tevens docent songwriting bij de Fontys Hogeschool voor de Kunsten /Rockacademie.

## Werk
DeLange maakte via Funky Fingers music onder andere tunes voor televisieprogramma's zoals voor Spuiten en Slikken (in 2014) en Tros Sport Eredivisie (rond 2014).
DeLange bracht in 2020 zijn debuutalbum Images uit. Dit album omvat 12 tracks waarvan Tristesse en Nocturne de best beluisterde zijn op Spotify. DeLange baadde, naar eigen zeggen, tijdens het componeren in een bad vol melancholie en kon in die periode van zijn leven niet goed woorden geven aan zijn gevoel. Achter de piano zitten gaf hem de mogelijkheid uitdrukking te geven hieraan.
In 2022 verscheen Contemplations ~ Opus I; het tweede album van DeLange.  
Na de release van het eerste deel Opus ~ I in maart, ging DeLange op tour en gaf concerten in de Theodorakapel in Zwolle, LanterenVenster in Rotterdam, TivoliVredenburg in Utrecht en in de Groene Engel in Oss.
DeLange bezegelt de release van Contemplations ~ Opus I & II met twee uitverkochte shows in het Koninklijk Concertgebouw in Amsterdam op 28 oktober 2022.
In 2023 startte DeLange zijn EP-project "Miniatures", opgenomen in het Concertgebouw in Amsterdam. Zijn nummer Tristesse kwam dit jaar als de op-een-na-hoogste nieuwe binnenkomer op plaats 166 binnen van de Klassieke Top 400 van NPO Klassiek.
Exact een jaar na het debuut, keerde DeLange op 28 oktober 2023 terug naar het Koninklijk Concertgebouw voor een uitverkochte show in de Kleine Zaal. Tevens introduceerde hij daar het kwartet hoornblazers waarmee hij al composities had opgenomen tijdens zijn zoektocht naar nieuwe geluiden passend bij de piano.   
in 2024 leidde de samenwerking met dit hoornkwartet tot het album La Présence d'un Rêve. Zijn muziek wordt veelvuldig gedraaid op de nationale radio zoals "NPO-Keihard Klassiek" en op "Radio 1 - Vroege Vogels".   
In de winter van 2025 volgt er een Nederlandse theatertour "In the Arms of Solitude" door 10 theaters in het hele land.  

## Wapenfeiten
- 40 miljoen streams (2025)
- Compositie "Tristesse" 3e hoogste binnenkomer in de NPO Klassieke Top400 (2024)
- NPO Klassiek heeft La Présence d'un Rêve uitverkozen tot "Album van de Week" (2024)
- Radio airplay op NPO Klassiek en NPO1
- 'L'enfent Perdu' in de internationale TV-serie Van der Valk
- Muziek van DeLange in de NOS Documentaire Bevrijding Noord-Oost Nederland

## Discografie
| jaar | naam                         | album | info                                       |
| ---- | ---------------------------- | ----- | ------------------------------------------ |
| 2020 | Images                       | Album | debuutalbum, met o.a. Tristess en Nocturne |
| 2022 | Contemplations ~ Opus I & II | Album |                                            |
| 2023 | Miniatures                   | EP    | opgenomen in Concertgebouw, Amsterdam      |
| 2024 | La Présence d'un Rêve        | Album | piano en hoorn kwartet                     |